# Stipa semperiana
Stipa semperiana är en gräsart som beskrevs av Fidel Antonio Roig. Stipa semperiana ingår i släktet fjädergrässläktet, och familjen gräs. Inga underarter finns listade i Catalogue of Life.